# KIF Kolding Köpenhamn
KIF Kolding København var en dansk handbollsklubb från Kolding och Köpenhamn. Klubben skapades i augusti 2012 genom en fusion av klubbarna KIF Kolding och AG København efter AGK:s konkurs den 31 juli 2012. 2018 bröts samarbetet och KIF Kolding är återigen självständigt.